# 马丁娜·施密特
马丁娜·施密特（德語：Martina Schmidt，1960年9月1日—），德国前女子排球运动员。她曾代表东德成年国家队参加1980年夏季奥林匹克运动会排球比赛，获得一枚银牌。